# 16 Wołoski Pułk Graniczny
16 Wołoski Pułk Graniczny – jeden z austriackich pułków pogranicznych okresu Cesarstwa Austriackiego.
Podczas wojny polsko-austriackiej w 1809 wchodził w skład oddziału Straży Przedniej generała majora Johanna Friedricha von Mohra (1765–1847). Posiadał 1 batalion.